# Чемпіонат СРСР з легкої атлетики в приміщенні 1971 — Потрійний стрибок (чоловіки)

## Результати

### Фінал
| Місце | Атлет              | Регіон         | Місто/Область | Результат |
| ----- | ------------------ | -------------- | ------------- | --------- |
| 1     | Віктор Санєєв      | Грузинська РСР | Сухумі        | 16,93     |
| 2     | Геннадій Савлевич  | УРСР           | Львів         | 16,33     |
| 3     | Валентин Шевченко  | Москва         | Москва        | 16,23     |
| 4     | Володимир Куркевич | Білоруська РСР | Мінськ        | 15,95     |
| 5     | Сергій Сидоренко   | Ленінград      | Ленінград     | 15,88     |
| 6     | Володимир Чистяков | Москва         | Москва        | 15,86     |
| 7     | Володимир Бор      | Ленінград      | Ленінград     | 15,74     |
| 8     | Лаймоніс Маліньш   | Латвійська РСР | Рига          | 15,20     |